# Astragalus coluteoides
Astragalus coluteoides är en ärtväxtart som beskrevs av Carl Ludwig von Willdenow. Astragalus coluteoides ingår i släktet vedlar, och familjen ärtväxter. Inga underarter finns listade i Catalogue of Life.